# Jens Banzon Hee Andersen
Jens Banzon Hee Andersen (12. marts 1820 på Østrupgaard ved Faaborg – 6. marts 1892) var en dansk landmand. 
Faderen, Christen Andersen, søn af fæstegårdmand Anders Rasmussen af Torpe på Langeland, var forpagter. Moderen, Johanne Mathie, født Hee, var en datter af sognepræst Jens Banzon Hee til Korup og Ubberud. Faderen døde allerede 1830, men moderen beholdt forpagtningen til dens udløb, og Andersen, der blev undervist hjemme, fik tidlig lejlighed til at beskæftige sig med landbruget, særlig med kvægavl.
I 1835 blev han medhjælper på godsforvalterkontoret ved Lundegaards Stiftelse, 1836 lærling i landbrug på Brobygård, 1840 forvalter på Frederiksgave, en af datidens bedst drevne gårde, 1842 bestyrer af Falkensten ved Slagelse og fra 1843 til 1851 forvalter på Gunderslevholm, som han derefter overtog i forpagtning og drev indtil 1879. Fra den tid har han boet på Frederiksberg og har virket som sekretær i de samvirkende sjællandske landboforeninger, særlig for disses stambogs førelse. Andersen har især haft betydning som praktisk kvægopdrætter, i det han har skabt den såkaldte Gunderslevholmske Kvægstamme, der er en udpræget malkestamme, hvorfra individer nu findes spredte over de fleste egne af landet og da især på øerne. 
Han har fremdeles gjort sig bekendt i videre kredse som ivrig forfægter af det såkaldte Guénonske Systems betydning som kendetegn på malkeevne hos kvæget. Sine erfaringer om kvægavl og kvægopdræt har han nedlagt i en række afhandlinger, der findes spredte omkring i landbrugstidsskrifter. Han har været en af de tidligste og ivrigste forkæmpere for samarbejde mellem de landøkonomiske foreninger til fremme af deres formål, og han har navnlig været en varm talsmand for samarbejde mellem store og små jordbrugere. 1854 udnævntes Andersen til Kammerråd, og i 1886 tildelte det kgl. danske Landhusholdningsselskab ham den Collinske Medalje i sølv.